# ブルッゲン
ブルッゲン (ドイツ語: Burggen) は、ドイツ連邦共和国バイエルン州オーバーバイエルン行政管区のヴァイルハイム＝ショーンガウ郡に属す町村（以下、本項では便宜上「町」と記述する）であり、ベルンボイレン行政共同体を構成する自治体の一つである。

## 地理

### 位置
ブルッゲンは郡西部、シュヴァーベン＝バイエルン境界地域であるレヒラインに位置する。この町はアウクスブルクからヴェローナやヴェネツィアに至る広域通商路クラウディア・アウグスタ街道沿いに位置する。田舎の風情を留める町は自然のままのレヒ川（リッツアウアー・シュライフェ自然保護区）近くに位置している。

### 自治体の構成
この町は、公式には 12の地区 (Ort) からなる。このうち小集落や孤立農場などを除く集落を以下に列記する。
- ブルッゲン
- ハスラッハ
- タンネンベルク

## 歴史
墳墓からの出土品は最初の定住が550年頃であったことを示している。町の名前は1188年に初めて記録されている。この町の名前はアレマン人の氏族名ブーロ (Buro)、ブーリン (Burin)、あるいはブーリンク (Buring) に由来すると推測される。その後、プルゴ (Purgo)、ブルッガウ (Burggau) を経て、現在のブルッゲン (Burggen) となった。1796年にひどい大火が街道筋全体を焼き尽くした。町はその後再建された。

## 行政
町長はヨーゼフ・シュースター (Bürgerliste) である。

### 姉妹都市
- Nesmy（フランス、ヴァンデ県）1991年

## 経済と社会資本
2,494 ha のブルッゲンの土地は主に農業に利用されており、農家は主に酪農を営んでいる。他の農作物では気候や土壌が合わず採算性が低いためである。多くの農場が自転車や徒歩で見学できるように周回路を設け始めている。バイエルンの山々を望むいわゆるプファッフェンヴィンケルの西部に位置するこの町は、その好立地のため観光業も営まれている。

## 文化と見所

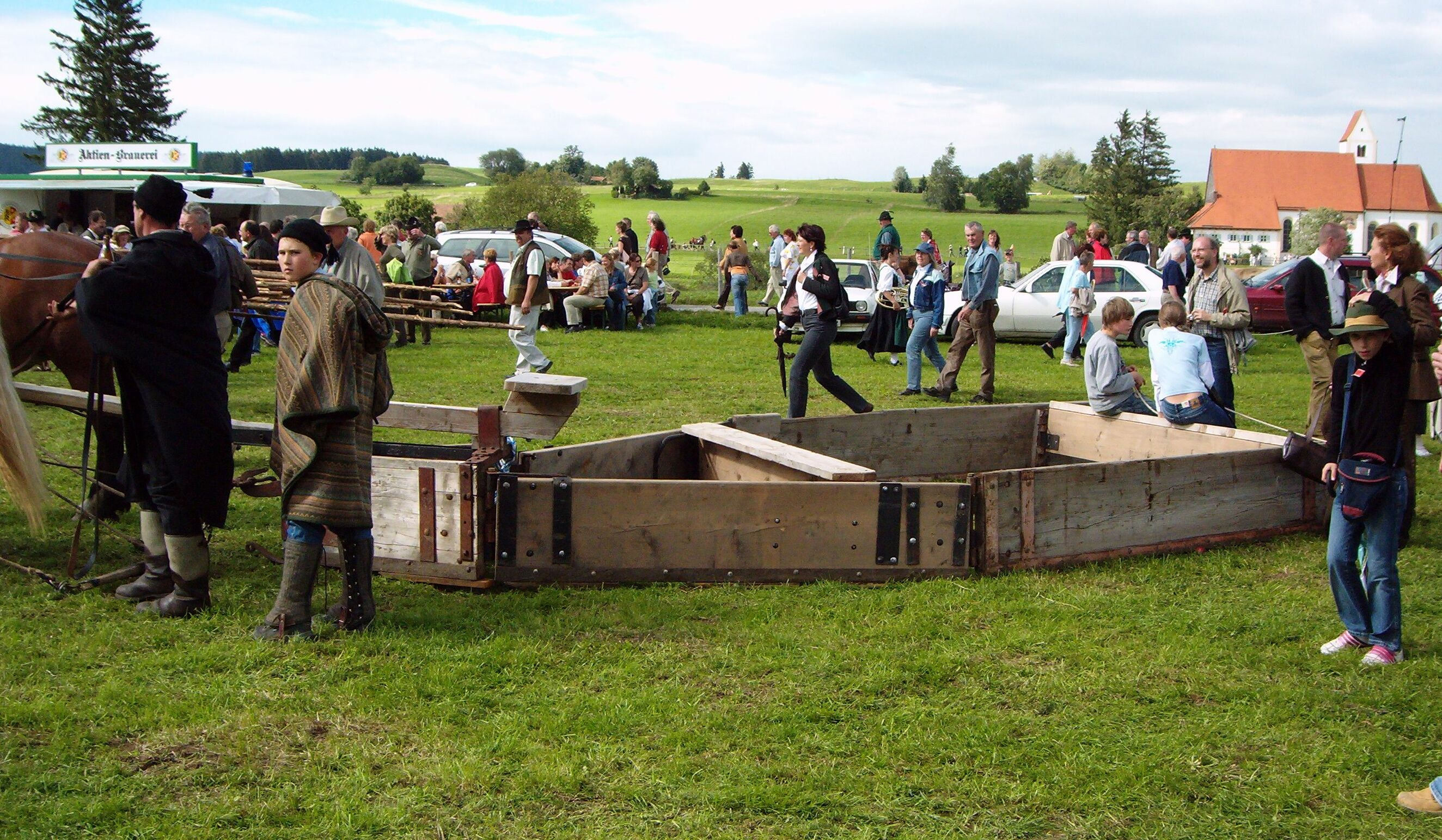
馬の郷土祭

### 建築
- アントン・シュトゥルムの彫刻がある聖シュテファン教区教会
- 野の聖アンナ旧巡礼教会
- タンネンベルク集落の聖オズヴァルト教区教会: 1814年から1826年にアンピール様式で建設された。

### 文化と年中行事
この町には活発な13の文化サークルが存在する。
2年に1度、9月の第2日曜日に馬の郷土祭が開催される。ここでは様々な種類、血統の300頭以上の馬や、農業・手工業の文化史的資料が生きた博物館のように展示されている。

## 引用
1. ↑  https://www.statistikdaten.bayern.de/genesis/online?operation=result&code=12411-003r&leerzeilen=false&language=de Genesis-Online-Datenbank des Bayerischen Landesamtes für Statistik Tabelle 12411-003r Fortschreibung des Bevölkerungsstandes: Gemeinden, Stichtag (Einwohnerzahlen auf Grundlage des Zensus 2011)
2. ↑  Bayerische Landesbibliothek Online